# Merville (Colombie-Britannique)
Pour les articles homonymes, voir Merville.
Merville est une communauté située dans la province de la Colombie-Britannique, dans le District régional de Comox Valley.